# Memphis Houn'Dawgs
I Memphis Houn'Dawgs furono una franchigia di pallacanestro della ABA 2000, con sede a Memphis, nel Tennessee.
Tra i fondatori della nuova ABA disputarono la stagione 2000-2001, venendo eliminati al primo turno dei play-off dagli Indiana Legends.
Si sciolsero al termine della stessa stagione.

## Stagioni
| Stagione | Lega     | Denominazione      | V  | P  | %    | Piazzamento | Play-off               |
| -------- | -------- | ------------------ | -- | -- | ---- | ----------- | ---------------------- |
| 2000-01  | ABA 2000 | Memphis Houn'Dawgs | 19 | 22 | 46,3 | 2º          | Semifinale di division |